# Таматія панамська
Таматія панамська (Malacoptila panamensis) — вид дятлоподібних птахів родини лінивкових (Bucconidae).

## Поширення
Вид поширений в Центральній Америці та на північному заході Південної Америки від південно-східної частини Мексики до центрального Еквадору. Його природними середовищами існування є субтропічні та тропічні сухі ліси, субтропічні та тропічні вологі низинні ліси, субтропічні та тропічні вологі гірські ліси, плантації какао та сильно деградований колишній ліс.

## Опис
Птах завдовжки до 18 см, вагою до 42 г. Це кремезний птах з великою головою, довгим хвостом і товстим дзьобом із загнутим донизу кінчиком. В основі дзьоба є пучок довгого щетиноподібного пір'я. Дорослий самець має світло-коричневу спину і хвіст, з дрібно-коричневими плямами на крилах і голові. Нижня частина корично-бежева, з темнішими смугами, на череві стає майже білою. Самиця має світлішу сіро-коричневу спинку і темніші смужки на нижній стороні, що надає їй контрастніший вигляд, ніж у самця.

## Спосіб життя
Птах полює великих комах, павуків, маленьких жаб і ящірок. Гніздиться в норах завдовжки від 15 до 55 см, діаметром 6 см. Гніздова камера вкрита сухим листям. Самиця відкладає 2, рідше 3, яскраво-білих яєць. Обидві статі висиджують яйця і годують молодняк.

## Підвиди
- M. p. chocoana Meyer de Schauensee, 1950 — на заході Колумбії
- M. p. fuliginosa Richmond, 1893 — з південного сходу Нікарагуа до Панами
- M. p. inornata (Du Bus de Gisignies, 1847) — від півдня Мексики до півночі Нікарагуа
- M. p. magdalenae Todd, 1943 — на півночі Колумбії
- M. p. panamensis Lafresnaye, 1847 — з південного заходу Коста-Рики до північного заходу Колумбії
- M. p. poliopis P. L. Sclater, 1862 — від південно-західної Колумбії до західного Еквадору.